# Stanisław Czajkowski (malarz)

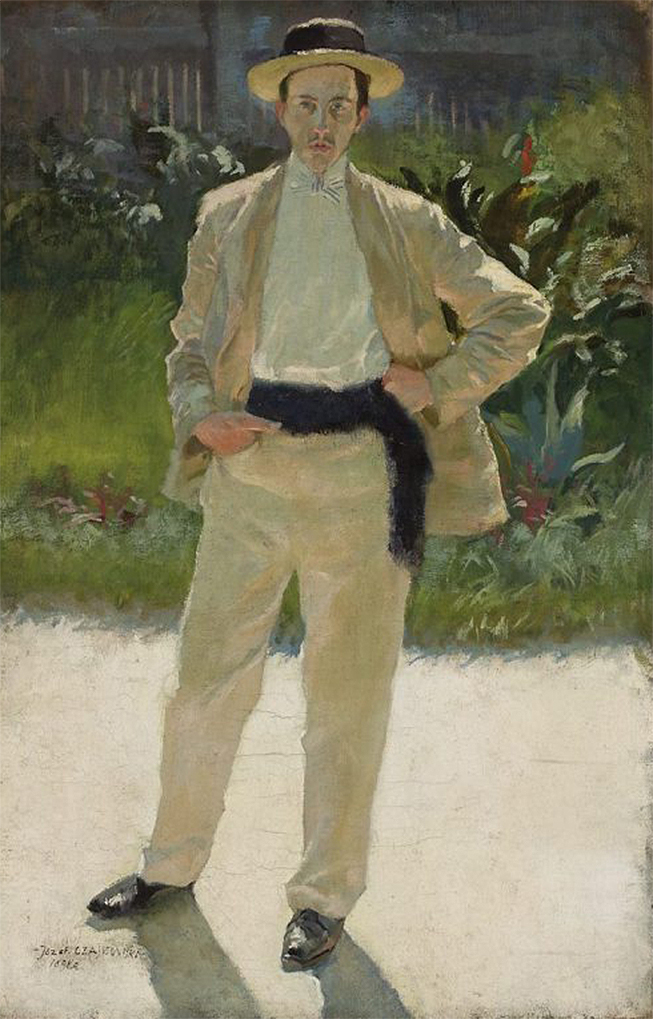
Portret Stanisława Czajkowskiego autorstwa jego brata, Józefa (1898)

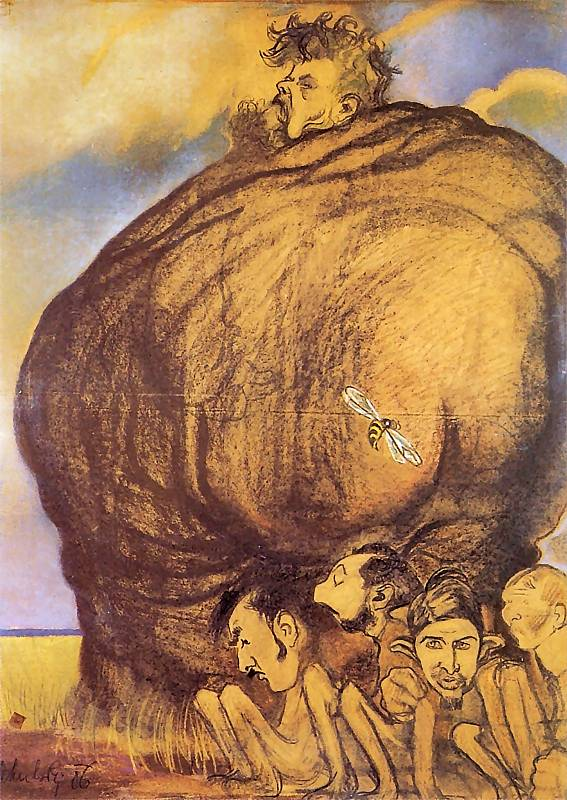
Jan Stanisławski z uczniami – Kazimierz Sichulski, 1905 (Czajkowski drugi z lewej)

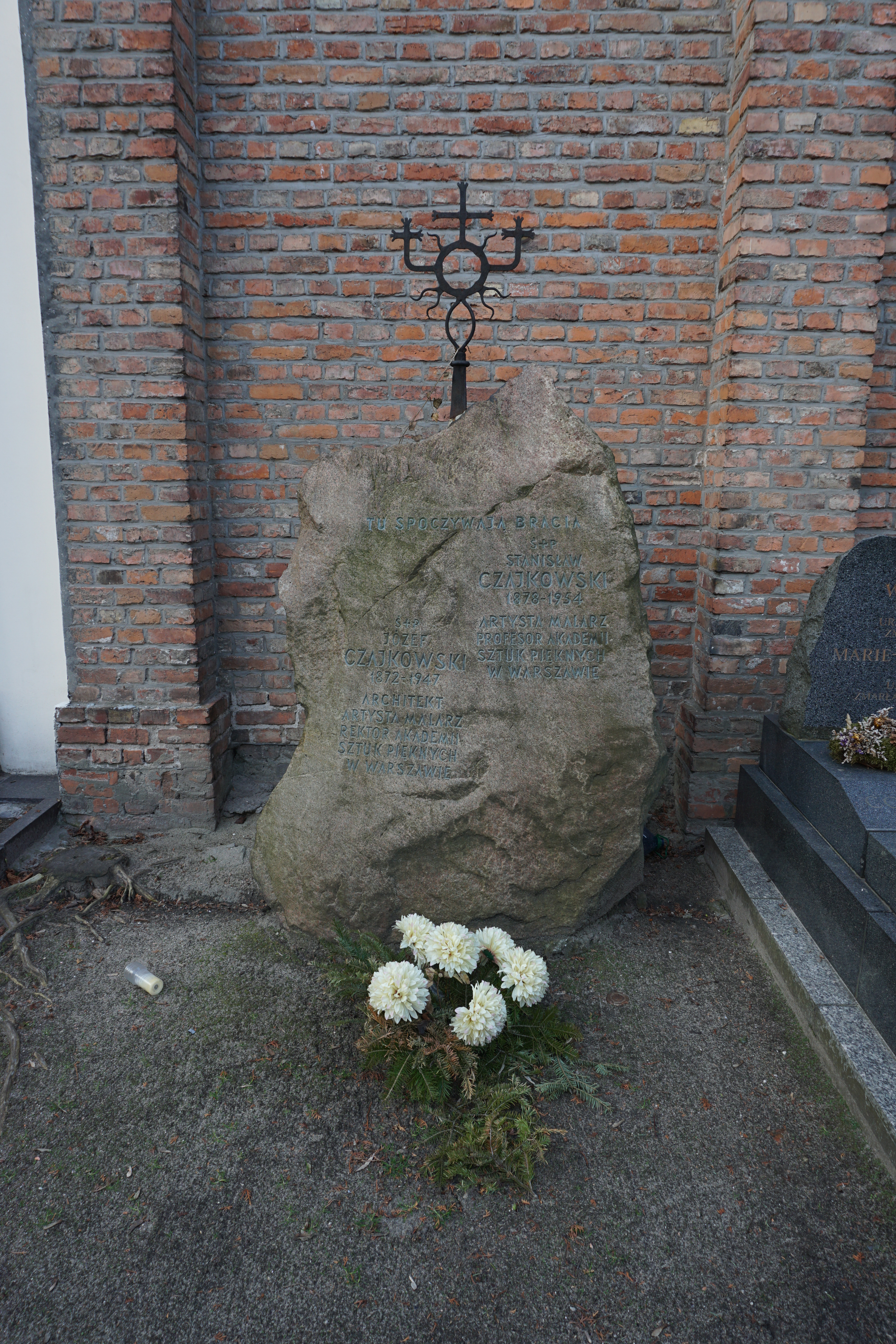
Grób Stanisława Czajkowskiego na cmentarzu Powązkowskim

Stanisław Czajkowski (ur. 9 marca 1878 w Warszawie, zm. 20 sierpnia 1954 w Sandomierzu) – polski malarz, brat malarza Józefa Czajkowskiego.

## Życiorys
Stanisław Jan Maurycy Czajkowski urodził się 9 marca 1868 w Warszawie, w rodzinie Wojciecha i Adeli z Ziembińskich. Naukę malarstwa rozpoczął u Wojciecha Gersona. W latach 1896–1903 studiował w Akademii Sztuk Pięknych w Krakowie u Jacka Malczewskiego, Józefa Mehoffera i Leona Wyczółkowskiego. W 1898 studiował w Akademii Sztuk Pięknych w Monachium u Ludwiga von Hertericha. W latach 1904–1906 studiował w paryskiej Académie Julian. Po powrocie do Krakowa kontynuował studia w ASP u Jana Stanisławskiego. W 1908 został członkiem Towarzystwa Artystów Polskich „Sztuka”.
Lata I wojny światowej (1914–1917) spędził w Holandii, studiując dzieła mistrzów XVII wieku. 
W 1926 zamieszkał na stałe w Warszawie. W latach 1927–1928 prowadził w tamtejszej Szkole Sztuk Pięknych kurs pejzażu. W 1950 został mianowany profesorem malarstwa i rysunku Akademii Sztuk Pięknych w Warszawie.
W swojej twórczości zajmował się głównie krajobrazem i tematyką wiejską. We wczesnych pracach dominuje wpływ malarstwa Jana Stanisławskiego.
Bracia Józef i Stanisław Czajkowscy zostali pochowani na cmentarzu Powązkowskim w Warszawie (Aleja Zasłużonych-1-29,30).

## Ordery i nagrody
- Krzyż Kawalerski Orderu Odrodzenia Polski, 29 marca 1949[3]
- Grand Prix na międzynarodowej wystawie w Paryżu za obraz Z dzieckiem do chrztu, 1937[1]
- Złoty Medal na wystawie w Budapeszcie za obraz W dzień św. Huberta, 1938[1]
- Dyplom honorowy Towarzystwa Zachęty Sztuk Pięknych w Warszawie[1]